# Барлоґі (Кольський повіт)
Барлоґі (пол. Barłogi) — село в Польщі, у гміні Ґжеґожев Кольського повіту Великопольського воєводства.
Населення — 700 осіб (2011).
У 1975-1998 роках село належало до Конінського воєводства.

## Демографія
Демографічна структура станом на 31 березня 2011 року:
|          | Загалом | Допрацездатний вік | Працездатний вік | Постпрацездатний вік |
| -------- | ------- | ------------------ | ---------------- | -------------------- |
| Чоловіки | 341     | 66                 | 251              | 24                   |
| Жінки    | 359     | 79                 | 208              | 72                   |
| Разом    | 700     | 145                | 459              | 96                   |